# William Greener
William Greener (Felling, 1806 – Newcastle upon Tyne, 1869) è stato un inventore britannico.
Nel 1835 inventò un nuovo tipo di pallottola che sostituì gradualmente la pallottola Norton. Sulle basi delle teorie di Greener il francese Claude-Étienne Minié progettò la pallottola Minié.